# Milan Moguš
Milan Moguš  (prononcé : [ˌmǐlan ˈmôɡuːʃ] ; 27 avril 1927 - 19 novembre 2017) était un linguiste et académicien croate.

## Biographie
Milan Moguš est né à Senj, où il a fait son éducation, de l'école primaire au le lycée. Au cours de l'année universitaire 1948/49, il étudie à la Faculté de philosophie de Zagreb et obtient son diplôme en 1953. La même année, il fut élu assistant à l'Institut de langue de l'Académie et, en 1956, il exerça les mêmes fonctions à la Faculté de philosophie de l'Université de Zagreb, au Département de dialectologie et d'histoire du croate. De 1961 à 1963, il a été maître de conférences en croate à l'Université de Varsovie. Il a obtenu son doctorat en sciences philologiques en 1962 à l'Université de Zagreb. En 1964, il devient professeur, en 1969, professeur associé et en 1975, professeur titulaire à l'université. De 1965 jusqu'à sa retraite en 1992, il a été président du Département de dialectologie et d'histoire du croate. Au cours des années scolaires 1970/71 et 1971/72, il était professeur à la Faculté de philosophie. Dans la même faculté, à partir de 1976, il a enseigné les études supérieures d'orientation linguistique et, de 1979 à 1985, il a dirigé ces études supérieures. De 1983 à 1992, il a dirigé l'Institut de linguistique de la Faculté de philosophie.
Il a enseigné en tant que professeur invité dans les universités de Cologne et de Mannheim. Pendant longtemps, il a été membre du Comité international pour la science onomastique à Louvain, membre du Comité international pour la phonétique et la phonologie des langues slaves à Moscou et également président du Comité interacadémique d'onomastique à Zagreb. En 1997, il devient membre de l'Académie des sciences et des arts d'Europe centrale. De 1998 à 2002, il a été président de la Commission croate pour l'UNESCO.
En 1977, il a reçu le titre de membre associé de l'Académie croate des sciences et des arts, puis en 1986, il en est devenu membre pleinement actif. De 1985 à 1991, il a occupé le poste de secrétaire de la classe de sciences philologiques de l'Académie universitaire. En 1991 à 1997, il occupait le poste de secrétaire général de l'académie, tandis que de 1998 à 2003, il occupait le poste de vice-président de l'Académie croate des sciences et des arts. Dans la période du 1er janvier 2004 au 11 novembre 2010, il occupe le poste de président de l'Académie croate des sciences et arts.
Moguš a été rédacteur en chef ou co-auteur de nombreux magazines et éditions, comme "Bulletin de l'Institut de linguistique de la Faculté de philosophie", "Bulletin scientifique", "Œuvres de l'Institut de philologie slave", "Collection de dialectologie croate", "Langue", "Anciens écrivains croates", "Œuvres de l'Académie croate des sciences et des arts", "Collection Pauline", "Cercle glagolitique Senj 1248 - 1508", " Cithara octochorda ". En tant que secrétaire général de l'académie, il a été rédacteur en chef de « l'Annuaire de l'Académie croate des sciences et des arts » (1992-1998) et en tant que vice-président, il a écrit « Mémorial : 140 ans de l'Académie croate des sciences et des arts. ". Il a également été rédacteur en chef de la profession linguistique dans le « Lexique biographique croate » et co-auteur du « Dictionnaire de la littérature croate depuis la renaissance nationale croate jusqu'à Ivan Goran Kovačić et a rassemblé les œuvres de Marko Marulić.
En tant que chercheur principal à l'Institut de linguistique de la Faculté de philosophie, Moguš a été responsable du projet de recherche Étude du croate jusqu'à sa retraite en 1992. À l'Institut d'études linguistiques de l'Académie croate des sciences et des arts, il a supervisé un autre projet de recherche intitulé Étude des dialectes croates.
Il est décédé le 19 novembre 2017 à Zagreb, à l'âge de 90 ans 